# Ochyroceratidae
Ochyroceratidae é uma família de aranhas araneomorfas, integrada na superfamília dos leptonetoídeos (Leptonetoidea), que agrupa espécies com seis olhos que ocorrem preferencialmente entre a manta morta das florestas tropicais e subtropicais do sul da África, das Caraíbas e Ásia, especialmente na região Indo-Pacífico.

## Descrição
As aranhas destas família constroem pequenas teia em redor de folhas, caules e troncos. As fêmeas transportam os ovos nas quelíceras até à eclosão das crias.
Pelo menos a espécie Theotima minutissima, de 0,9 mm de comprimento corporal, tem capacidade partenogénica.

## Sistemática
Ochyroceratidae inclui 14 géneros e 161 espécies. São os seguintes os géneros:
- Althepus Thorell, 1898 (Sul da Ásia)
- Dundocera Machado, 1951 (Angola)
- Euso Saaristo, 2001 (Seicheles)
- Fageicera Dumitrescu & Georgescu, 1992 (Cuba)
- Flexicrurum Tong & Li, 2007 (China)
- Leclercera Deeleman-Reinhold, 1995 (Sul da Ásia)
- Lundacera Machado, 1951 (Angola)
- Merizocera Fage, 1912 (Sul da Ásia)
- Ochyrocera Simon, 1891 (México até ao Peru)
- Ouette Saaristo, 1998 (Seicheles)
- Psiloderces Simon, 1892 (Sul da Ásia)
- Roche  Saaristo, 1998 (Seicheles)
- Speocera Berland, 1914 (Sul da Ásia, América do Sul, África)
- Theotima Simon, 1893 (sul e centro da América, África, Ásia, ilhas do Pacífico)